# Konkurenční zpravodajství
Konkurenční zpravodajství (též Competitive intelligence či CI) je interdisciplinární obor. Je to jedna z disciplín Business Intelligence. Částečně souvisí s managementem znalostí.
Jedná se o systematický a etický proces shromažďování, analyzování a využívání externích informací, které mohou ovlivňovat záměry organizace, její rozhodnutí a fungování, také lze CI označit jako systém brzkého varování nebo jako podporu rozhodování.
Více se podobá investigativní žurnalistice než BI.

## Informace
Informační pracovníci poskytují již existující informace, ke kterým přidávají hodnotu v obsahu nebo funkčnosti.

### Z hlediska obsahu
Doplňují se zde nové údaje získané sběrem nebo se tvoří odvozené informace (poměrové ukazatele a jejich interpretace, komentáře, rating atd.).

### Z hlediska funkčnosti
Běžně získatelné informace jsou přehledněji uspořádány, selektovány, propojeny a následně vizualizovány v přehledných tabulkách, grafech atd.

## Informační produkty
Mezi nejčastěji vyhotovované informační produkty patří různé:
- reporty, zprávy, profily - komponované dokumenty obsahující volně vyhledatelné převážně hospodářské informace.
- databázová aplikace - pro uživatele připravená databáze, ve které se zobrazují strukturovaně řazené dostupné informace o požadovaných subjektech
- alerty, signály - zákazník dostává informace o požadovaných subjektech pouze pokud u nich dojde ke změně či k objevení nové informace
- dodávky dat - export dat od poskytovatele k uživatele vedoucí k integritě informačního obsahu

## Další typy zpravodajství
- Competitor Intelligence - často je zaměňován za competitive intelligence, ovšem na rozdíl od něj se zaměřuje přímo na jednotlivé konkurenty.
- Counter Intelligence - jedná se o specifickou část obranné části Competitive Intelligence se zacílením na minimalizaci úniku informací ke konkurentům.
- Country Intelligence - konkurenční zpravodajství o státech světa, zaměřuje se na zjišťování a vyhodnocování informací (hlavně geografických, obchodních, ekonomických, politických).
- Customer Intelligence - cílí na sbírání, vyhodnocování a analýzu informací o zákaznících, potenciálních zákaznících a také trzích.
- Market Intelligence - vycházejí z informací o trhu (charakteristika, velikost, nové trendy a směry vývoje).
- Military Intelligence (vojenské zpravodajství) - nejstarší forma zpravodajství, z níž čerpají principy a postupy všechna další zpravodajství.
- Partner Intelligence - poskytuje zpracované informace shromažďované o firemních obchodních partnerech se vztahem k budoucímu možnému vývoji.
- Talent Intelligence - využívá CI pro odhalení nejvíce talentovaných lidí v daném průmyslovém odvětví.
- Technical Intelligence (technické zpravodajství) - sleduje trendy v technologickém vývoji.

## Směry CI
- Obranné CI - bezpečnostní analýza, prevence úniku či krádeže citlivých dat podniku.
- Aktivní CI - vlastní shromažďování a analýza informací o trhu, konkurenci, trendech atd.
- Vlivové CI - použití získaných informací, pro efektivitu sdílení informací je nutné v podniku vybudovat síť informačních toků.

## Infrastruktura CI
Infrastruktura konkurenčního zpravodajství má 4 dimenze:
- strategická
- organizační
- technologická
- znalostní

## Tzv. zpravodajský cyklus
Zpravodajský cyklus popisuje obecné zásady zpravodajství (tj. organizované informování) a má 4 fáze:
- Fáze řízení, v níž se identifikují informační potřeby, které vyplývají z cílů organizace a rolí jejích pracovníků.
- Fáze sběru znamená vyhledávání v relevantních zdrojích a dotazování kompetentních lidí.
- Fáze analýzy, během které se provádí zpracování, ověření a prezentace získaných informací. Je to klíčová fáze pro kvalitní konkurenční zpravodajství.
- Fáze distribuce (komunikace) - v této poslední části zpravodajského cyklu se předávají požadované informace a závěry v různé podobě uživatelům, kteří na jejich základě přijmou patřičná opatření.